# Фигейреду, Франсиску
Франси́ску Назаре́ну Фигейре́ду Жу́ниор (порт.-браз. Francisco Nazareno Figueiredo Junior, род. 23 октября 1989, муниципалитет Со́ри, штат Пара́, Бразилия) — бразильский профессиональный боец смешанных единоборств, в настоящее время выступающий под эгидой UFC в наилегчайшей весовой категории. Он является младшим братом двукратного и бывшего чемпиона UFC в наилегчайшем весе Дейвисона Фигейреду.

## Биография
Франсиску Фигейреду родился в Сори, небольшом городке на острове Маражо́, расположенном в штате Пара на северном атлантическом побережье Бразилии. Его отец был пастухом буйволов и практиковал местный стиль народной борьбы - лута маражоара (порт.-браз. luta marajoara). У него есть младшая сестра и старший брат - Дейвисон Фигейреду, также профессиональный боец MMA и действующий чемпион UFC. Так же как и старший брат, Франсиску с детства помогал отцу на буйволиной ферме, очень любил спорт и увлекался различными видами борьбы, что в дальнейшем повлияло на его стиль ведения боя. Не смотря на то, что Франсиску был младше Дейвисона, он был первым из братьев Фигейреду, переехавшим в Белен, чтобы поступить в среднюю школу, где в возрасте 13 лет от также начал заниматься капоэйрой. Он работал барменом и помощником на суши-кухне, прежде чем полностью посвятить себя бойцовской карьере. До 20 лет Франсиску выступал на турнирах по бразильскому джиу-джитсу, а в 21 год он провел свой первый бой в смешанных единоборствах.

## Ранняя профессиональная карьера
Франсиску Фигейреду начал свою профессиональную карьеру бойца смешанных единоборств в легчайшей весовой категории. 16 октября 2009 года он провёл свой первый бой по MMA на местном турнире "Super Combat 5", победив соперника удушением сзади в 3-м раунде. В течение 2010 года Фигейреду-младший одержал ещё четыре досрочные победы на региональных турнирах, три - болевым приёмом на руку и ещё один - удушением треугольником.
Имея статус непобеждённого бойца и личный рекорд 5-0, в июле 2011 года Франсиску впервые выступил на значимом турнире в самой крупной и известной бразильской бойцовской организации Jungle Fight Championship, где его соперником стал опытный Джон Линекер (17-5 MMA). Бой продлился два раунда, а на 36-й секунде третьего раунда Линекер смог нокаутировать Фигейреду и нанести ему первое поражение в карьере. Впоследствии, Линекер уже в следующем бою через месяц станет чемпионом Jungle Fight Championship в легчайшем весе, после чего будет подписан в UFC и станет одним из топовых бойцов этой организации, выступая там с 2012 по 2019 год.
После первого поражения Франсиску вернулся к боям только через год и за следующие 8 лет (период с 2012 по 2019 год), выступая на региональных турнирах, он установил профессиональный рекорд 11-3-1 и 1 бой признан несостоявшимся. В первую очередь Фигейреду-младший сделал себе имя, участвуя в промоушене Jungle Fight Championship. В июле 2017 года на турнире "Jungle Fight 91" Фигейреду бился за вакантный титул чемпиона организации в легчайшем весе с Эдуарду Соузой, однако, уступил раздельным решением судей. В апреле 2018 года на турнире "Jungle Fight 93" Фигейреду техническим нокаутом победил Маноэла дус Сантуса и завоевал титул временного чемпиона организации в легчайшем весе. В сентябре 2019 на турнире "Jungle Fight 95" он вновь встретился с Эдуарду Соузой, в бою за объединение титулов с действующим чемпионом. Однако, их реванш закончился ничьей и Франсиску вновь не смог стать полноценным чемпионом. В марте 2020 года Фигейредо должен был участвовать на турнире "Jungle Fight 103" в бою против нового действующего чемпиона организации в легчайшем весе Клингера Пинейру, но мероприятие было отменено из-за пандемии коронавируса.

## Карьера в UFC
В ноябре 2020 года Фигейреду-младший подписал контракт с Ultimate Fighting Championship.
20 января 2021 года на турнире UFC on ESPN: Кьеза vs. Магни состоялся его первый бой в организации, который также стал дебютом спортсмена в наилегчайшем весе. Первым соперником бразильца в UFC стал американец Джером Ривера, который имел рекорд 10-3 и потерпел поражение в своём дебютном бою в UFC. Франсиску Фигейреду победил единогласным решением судей.
8 мая 20221 года Фигейреду должен был провести бой на турнире UFC on ESPN: Родригес vs. Уотерсон против американца Джима Флика. Однако, за месяц до турнира Флик, имевший всего один бой в UFC, объявил о завершении карьеры и его заменили южноафриканским бойцом Джей Пи Бэйсом. В свою очередь, Бэйс также отказался от поединка, вероятно из-за травмы, и Фигейреду был снят с карда турнира.
В итоге, свой второй поединок в промоушене Фигейреду-младший провёл 17 июля 2021 года на турнире UFC on ESPN: Махачев vs. Мойзес против канадского бойца Малколма Гордона, который неудачно стартовал в UFC, проиграв два своих первых боя. Франсиску являлся фаворитом в этом бою. Не смотря на это, он отдал инициативу своему сопернику и проиграл бой единогласным судейским решением.
19 марта 2022 года Франсиску должен был встретиться с британским дебютантом Джейком Хадли на лондонском турнире UFC Fight Night: Волков vs. Аспиналл. Однако, по нераскрытым причинам Фигейреду снялся с этого турнира и был заменён другим бойцом.
30 апреля 2022 года на турнире UFC on ESPN: Фонт vs. Вера Франсиску Фигейреду провёл бой, в котором ему оппонировал соотечественник Даниэл Ласерда да Силва. Его очередной соперник в UFC, также как и два первых, имел за спиной неудачный дебют в промоушене. Фигейреду победил болевым приёмом на ногу (рычаг колена) в первом раунде всего за 1 минуту и 18 секунд. За эффектную и быструю победу Фигейреду получил первую в карьере награду "Выступление вечера" и $50`000 в качестве денежного бонуса.
21 августа 2022 года Франциску потерпел пятое поражение в карьере, проиграв в первом раунде шведскому бойцу Амиру Альбази удушением сзади.

## Титулы и достижения
Jungle Fight Championship
- Временный чемпион в легчайшем весе (1 раз)

Ultimate Fighting Championship
- Обладатель премии «Выступление вечера» (1 раз) в бою против Даниэла да Силвы

## Статистика выступлений в MMA
| Боёв 20         | Побед 13 | Поражений 5 |
| --------------- | -------- | ----------- |
| Нокаутом        | 3        | 1           |
| Сдачей          | 8        | 2           |
| Решением        | 2        | 2           |
| Ничьи           | 1        | 1           |
| Не состоявшихся | 1        | 1           |

| Результат    | Рекорд     | Соперник                         | Способ                                          | Турнир                          | Дата             | Раунд | Время | Место                    | Примечание                              |
| ------------ | ---------- | -------------------------------- | ----------------------------------------------- | ------------------------------- | ---------------- | ----- | ----- | ------------------------ | --------------------------------------- |
| Поражение    | 13-5-1 (1) | Амир Албази                      | Сабмишном (удушение сзади)                      | UFC 278                         | 20 августа 2022  | 1     | 4:34  | Солт-Лейк-Сити, США      |                                         |
| Победа       | 13-4-1 (1) | Даниэль Ласерда                  | Сабмишном (рычаг колена)                        | UFC on ESPN: Фонт vs. Вера      | 30 апреля 2022   | 1     | 1:18  | Лас-Вегас, США           | Выступление вечера                      |
| Поражение    | 12-4-1 (1) | Малкольм Гордон                  | Решением (единогласным)                         | UFC on ESPN: Махачев vs. Мойзес | 17 июля 2021     | 3     | 5:00  | Лас-Вегас, США           |                                         |
| Победа       | 12-3-1 (1) | Джером Ривера                    | Решением (единогласным)                         | UFC on ESPN: Кьеза vs. Магни    | 20 января 2021   | 3     | 5:00  | Абу-Даби, ОАЭ            | Дебют в UFC. Дебют в наилегчайшем весе. |
| Ничья        | 11-3-1 (1) | Эдуардо де Соуза                 | Ничья                                           | JF Jungle Fight 95              | 28 сентября 2019 | 0     | 0:00  | Рио-де-Жанейро, Бразилия |                                         |
| Победа       | 11-3 (1)   | Маноэл дус Сантус                | Техническим нокаутом                            | JF Jungle Fight 93              | 28 апреля 2018   | 2     | N/A   | Белен, Бразилия          |                                         |
| Победа       | 10-3 (1)   | Витор Леандру                    | Техническим нокаутом (удары)                    | SMF Salvaterra Marajo Fight 7   | 30 ноября 2017   | 1     | N/A   | Салватерра, Бразилия     |                                         |
| Поражение    | 9-3 (1)    | Эдуардо де Соуза                 | Решением (раздельным)                           | JF Jungle Fight 91              | 15 июля 2017     | 3     | 5:00  | Контажен, Бразилия       |                                         |
| Победа       | 9-2 (1)    | Кристиано Сантос Виллиан         | Сабмишном (удушение ручным треугольником)       | MOF Marajo Open Fight 2         | 10 ноября 2016   | 2     | 2:54  | Сори, Бразилия           |                                         |
| Не состоялся | 8-2 (1)    | Жозе Силва                       | Без результата                                  | SBBF - Super Bad Boy's Fight 3  | 11 апреля 2014   | 0     | N/A   | Белен, Бразилия          |                                         |
| Победа       | 8-2        | Денилсон Матос                   | Сабмишном (рычаг локтя)                         | Boxe Thai Belem Super Fight     | 22 марта 2014    | 1     | 2:48  | Белен, Бразилия          |                                         |
| Победа       | 7-2        | Фабрисио Вьегас                  | Решением (единогласным)                         | JF - Jungle Fight 52            | 4 мая 2013       | 3     | 5:00  | Белен, Бразилия          |                                         |
| Поражение    | 6-2        | Луис Ногейра                     | Сабмишном (удушение ручным треугольником)       | BOTB - Para vs. Brazil          | 29 ноября 2012   | 2     | 0:00  | Белен, Бразилия          | Бой в полулегком весе                   |
| Победа       | 6-1        | Андерсон Душ                     | Техническим нокаутом (отказ от продолжения боя) | Amazon Fight 17 - Braganca      | 25 мая 2012      | 2     | 2:24  | Браганса, Бразилия       |                                         |
| Поражение    | 5-1        | Джон Линекер                     | Техническим нокаутом (удары)                    | JF - Jungle Fight 30            | 30 июля 2011     | 3     | 0:36  | Белен, Бразилия          |                                         |
| Победа       | 5-0        | Эмерсон Доминго                  | Сабмишном (удушение треугольником)              | AF - Amazon Fight 6             | 3 декабря 2010   | 2     | 0:00  | Белен, Бразилия          |                                         |
| Победа       | 4-0        | Мильтон Иван Лима Франко         | Сабмишном (рычаг локтя)                         | IMC - Extreme                   | 12 августа 2010  | 1     | 0:00  | Белен, Бразилия          |                                         |
| Победа       | 3-0        | Вилькер Перейра Рибейру да Коста | Сабмишном (рычаг локтя)                         | IMC - Extreme                   | 12 августа 2010  | 1     | 0:00  | Белен, Бразилия          |                                         |
| Победа       | 2-0        | Виктор Бэд Бой                   | Сабмишном (рычаг локтя)                         | SC - Super Combat 6             | 12 февраля 2010  | 1     | 4:20  | Капанема, Бразилия       |                                         |
| Победа       | 1-0        | Биафра Рейс                      | Сабмишном (удушение сзади)                      | SC 5 - Super Combat 5           | 16 октября 2009  | 3     | 3:05  | Капанема, Бразилия       |                                         |